# Boufféré
Boufféré korábbi község Franciaország Loire mente régiójában, Vendée megyében. Lakosainak száma 3430 fő (2018. január 1.). Boufféré Vieillevigne, Les Brouzils, L’Herbergement, Montaigu, Montréverd, Saint-Georges-de-Montaigu és Saint-Hilaire-de-Loulay községekkel határos.
2019. január 1-jén négy másik korábbi községgel egyesült és az így létrejött Montaigu-Vendée új község része lett.

## Népesség
A település népességének változása:
| Lakosok száma | 3168 | 3288 | 3419 | 3383 | 3430 |
|               | 2013 | 2015 | 2016 | 2017 | 2018 |